# ماسایا ماتسوکازه
ماسایا ماتسوکازه (انگلیسی: Masaya Matsukaze; ۹ سپتامبر ۱۹۷۶ – ) بازیگر، مجری رادیو، صداپیشه، شخصیت‌های تلویزیونی در ژاپن، و بازیگر تلویزیون اهل ژاپن بود. وی از سال ۱۹۹۷ میلادی تاکنون مشغول فعالیت بوده‌است.